# 莫羅科查山 (馬爾卡波馬科查區)
11°18′08″S 76°18′57″W / 11.30222°S 76.31583°W
莫羅科查山（Muruqucha），是秘魯的山峰，位於該國中部胡寧大區，由堯利省的馬爾卡波馬科查區負責管轄，屬於安地斯山脈的一部分，海拔高度4,600米。